# Municipio de Franklin (condado de Lee)
El municipio de Franklin (en inglés: Franklin Township) es un municipio ubicado en el condado de Lee en el estado estadounidense de Iowa. En el año 2010 tenía una población de 1369 habitantes y una densidad poblacional de 14,51 personas por km².

## Geografía
El municipio de Franklin se encuentra ubicado en las coordenadas 40°40′31″N 91°33′17″O / 40.67528, -91.55472. Según la Oficina del Censo de los Estados Unidos, el municipio tiene una superficie total de 94.36 km², de la cual 94,24 km² corresponden a tierra firme y (0,13 %) 0,12 km² es agua.

## Demografía
Según el censo de 2010, había 1369 personas residiendo en el municipio de Franklin. La densidad de población era de 14,51 hab./km². De los 1369 habitantes, el municipio de Franklin estaba compuesto por el 99,27 % blancos, el 0,22 % eran afroamericanos, el 0,07 % eran amerindios, el 0,15 % eran asiáticos y el 0,29 % eran de una mezcla de razas. Del total de la población el 0,22 % eran hispanos o latinos de cualquier raza.